# Palazzo delle Cento Finestre (Covelo)
Il Palazzo delle Cento Finestre, noto anche come Villa Perotti-Toriello, è una residenza nobiliare settecentesca situata a Covelo, frazione di Vallelaghi in Trentino-Alto Adige. Deve il suo soprannome all’elevato numero di finestre disposte in maniera simmetrica, che ne accentuano la monumentalità nel contesto del piccolo borgo. La villa è nota per i suoi interni riccamente decorati in stile tardo-barocco e rococò, con affreschi di Pietro Antonio Bianchi e Carlo Henrici.

## Storia

### Famiglia Perotti (metà XVIII secolo – 1765)
La costruzione del palazzo risale alla metà del XVIII secolo e fu promossa da Pietro Antonio Perotti, un nobile originario di Avio che intendeva realizzare una villa di delizia (residenza estiva) in località Covelo, presso i laghi di Santa Massenza e Toblino. I lavori si conclusero attorno al 1759 (data incisa in una porzione alta dell’edificio). Alla morte di Perotti nel 1765, la dimora passò a sua moglie, Orsola Manci (o Manco).
Secondo lo storico Passamani, già in questa fase l’edificio assunse il caratteristico aspetto con numerose finestre regolari, fattore da cui deriva il soprannome di Palazzo (o Villa) delle Cento Finestre.

### Transizione e Sizzo de Noris (fine XVIII secolo – 1936)
Tra la fine del XVIII e l’inizio del XIX secolo, la villa passò, per alleanze matrimoniali, alla famiglia Sizzo de Noris, una casata aristocratica di rilievo nel Principato vescovile di Trento. Nel 1843 il conte Giuseppe Sizzo de Noris citò l’edificio nel suo volume Memorie intorno alla famiglia tridentina dei conti Sizzo de Noris, corredato di litografie raffiguranti la Villa di Covelo e il suo boschetto.
I Sizzo mantennero la proprietà fino ai primi decenni del XX secolo, apportando modifiche soprattutto nel giardino superiore, trasformato in un’area romantica con un boschetto e una piccola cascata. Rauzi ricorda inoltre che la villa, chiamata all’epoca “Villa dei conti Sizzo a Covelo,” rappresentava un tipico esempio di villa di delizia settecentesca, con esterni sobri e interni ricchi di decorazioni barocche e rococò.

### Famiglia Toriello (1936 – presente)
Nel 1936 il palazzo fu acquistato dalla famiglia Toriello, casata di origine campana, legata alla nobiltà del Regno di Napoli in epoca borbonica. La famiglia ne detiene tuttora la proprietà e sostiene la conservazione. Durante la seconda guerra mondiale, la villa fu risparmiata da danni rilevanti, grazie anche alla posizione appartata di Covelo. Nel dopoguerra, la famiglia Toriello avviò diversi interventi di restauro conservativo, volti alla salvaguardia dei preziosi affreschi settecenteschi e degli stucchi rococò.
Grazie ai periodici interventi di restauro — incluso l’uso di sistemi di deumidificazione a iniezione per proteggere gli affreschi — gli interni conservano gran parte delle decorazioni settecentesche in eccellente stato di conservazione. Pur rimanendo una residenza privata, a partire dal XX secolo la famiglia Toriello ha aperto al pubblico il salone d’onore e altre sale per eventi o visite guidate. L'edificio è divenuto oggetto di numerose iniziative culturali, tra cui le Giornate FAI, concerti di musica classica, presentazioni di libri e altre visite guidate in collaborazione con enti locali. Tali eventi ne hanno accresciuto il valore turistico e artistico, e hanno contribuito a consolidarne la fama di raro esempio di villa settecentesca integralmente conservata in Trentino, citato in diversi studi di architettura e storia dell’arte.

## Descrizione

### Struttura esterna
L'edificio si presenta come un grande blocco parallelepipedo di tre piani (quattro sul lato a valle), con copertura a padiglione in coppi. La facciata principale, sobria ma imponente, è scandita da numerose finestre disposte in modo simmetrico, da cui deriva il soprannome Cento Finestre. Nonostante l’apparenza sobria, gli interni mostrano ricche decorazioni di gusto tardo-barocco e rococò. Il portale d’ingresso in pietra reca un mascherone sulla chiave di volta, elemento tipico dell'ornamentazione barocca.
Attorno al palazzo si estende un giardino terrazzato composto da due sezioni:
- Un giardino all'italiana nella parte inferiore, caratterizzato da aiuole geometriche e vialetti regolari.
- Una sezione romantica ottocentesca voluta dai Sizzo, dotata di un boschetto ombreggiato, sentieri sinuosi e una piccola cascata. Secondo Passamani, qui è presente un’epigrafe commemorativa delle opere di abbellimento realizzate nell’Ottocento.[16]

### Gli interni
All’interno spicca un salone d’onore a doppia altezza, con balconate interne e decorazioni di gusto barocco-rococò. Le pitture sono attribuite principalmente a:
- Pietro Antonio Bianchi (milanese), che nel 1766 eseguì vedute prospettiche e rovine architettoniche;
- Carlo (Karl) Henrici (1737–1823), bolzanino, autore di scene allegoriche e mitologiche (scala monumentale e salone d'onore) come definito da Rauzi un “inno pagano e cosmico.”[17]

Tra i dettagli di rilievo figurano stucchi rococò di notevole pregio, un monumentale camino in marmo rosso (con stemmi Perotti e Manci) e svariati trompe-l'œil alle pareti. Sia Passamani sia Rauzi considerano questo insieme decorativo un notevole esempio di villa settecentesca in Valle dei Laghi, ancora sostanzialmente intatto.

## Conservazione
Il palazzo è soggetto ai vincoli del Codice dei Beni Culturali italiano, oltre che alle normative della Provincia autonoma di Trento in materia di beni di interesse storico. Gli interventi strutturali o decorativi devono ottenere il parere degli enti preposti alla tutela.
Per contrastare l’umidità di risalita, dannosa per gli affreschi, sono stati implementati sistemi di deumidificazione a iniezione, mentre infissi e copertura del tetto sono stati periodicamente restaurati per preservare l’integrità architettonica. Il fatto che i Toriello vivano stabilmente nella residenza ne facilita il controllo e la manutenzione regolare.

## Nomi alternativi
Nel corso dei secoli, la villa è stata conosciuta con diverse denominazioni, a seconda delle famiglie che l’hanno posseduta:
- Villa (Palazzo) Perotti: dal nome del fondatore Pietro Antonio Perotti.
- Villa (dei conti) Sizzo: durante la proprietà dei conti Sizzo de Noris.
- Palazzo (o Villa) delle Cento Finestre: per la particolare facciata finestrata, nome popolare divenuto il più diffuso.
- Palazzo Toriello: dal 1936 in poi, in riferimento all’attuale famiglia proprietaria.